# Josh Trank
Joshua Benjamin "Josh" Trank född 19 februari 1984 i Los Angeles, Kalifornien, USA, är en amerikansk filmregissör. Han är känd för sin film Chronicle från 2012.

## Filmografi (urval)
- 2012 – Chronicle
- 2015 – Fantastic Four